# A1-1A
L'A1-1A est une locomotive du General Post Office, le service des postes du Royaume-Uni mise en service en 1927.

## Fiche technique
- Type : véhicule électrique sans conducteur, pour le transport du courrier.
- Écartement : 610 mm
- Propulsion : courant continu 440 V ou 150 V pris sur rail conducteur central pour alimenter deux moteurs de traction de 22ch (16.5kW) ; chaque moteur est en prise sur un essieu moteur.
- Poids : 3t (chargé de courrier)
- Charge max. par essieu : 1t
- Longueur hors tout : 8,535 m
- Vitesse maximale : 48 km/h

## Histoire
Vers 1960, les British Railways chargèrent un groupe de techniciens d'étudier attentivement le secteur du transport des marchandises qui était en perte de vitesse, dans l'espoir que les techniques modernes permettraient de trouver une solution.
Un des remèdes préconisé consistait à modifier la plus grande partie du réseau pour permettre la circulation de véhicules automoteurs sans conducteur pour assurer le trafic, ce qui aurait permis de réaliser des économies considérables.
Malheureusement, la politique est l'art du possible, et on estima qu'il serait impossible de convaincre les syndicats de cheminots du bien-fondé de cette proposition, malgré l'indemnité de licenciement très confortable que ce système aurait permis d'accorder au personnel.
Il fallut abandonner tous les travaux sur ce thème et pourtant, depuis 40 ans, une solution semblable est appliquée par les British Railways pour le transport de certaines marchandises entre différentes gares de leur réseau.